# Temerario
Temerario, publicado en inglés bajo el título Temeraire, es una serie de novelas de fantasía escritas por Naomi Novik, que constan de los libros: El Dragón de su Majestad (a la que se le llamó Temeraire en el Reino Unido), El Trono de Jade, La Guerra de la Pólvora, Empire of Ivory (en inglés) y Victory of Eagles (en inglés). Las novelas son todas de un corte fantástico, épico y con historia alternativa ya que cuentan de las guerras napoleónicas, con batallas aéreas que involucran escuadras de dragones.
En 2007 una compilación de las tres primeras novelas titulada Temeraire: In the Service of the King ganó el Premio Locus a la mejor primera novela.
El director Peter Jackson anunció su intención de llevarla al cine.

## Novelas
- El dragón de su majestad (His Majesty's Dragon, 2006)
- El trono de jade (Throne of Jade, 2006)
- La guerra de la pólvora (Black Powder War, 2006)
- El imperio de marfil (Empire of Ivory, 2007)
- Victory of Eagles (Victory of Eagles, 2008)
- Tongues of Serpents (Tongues of Serpents, 2010)
- Crucible of Gold (Crucible of Gold, 2012)
- Blood of Tyrants (2013)
- League of Dragons (2016)